# UCI Oceania Tour
Az UCI Oceania Tour egy országúti kerékpáros versenysorozat, melyet a Nemzetközi Kerékpáros Szövetség (UCI) rendez meg 2005 óta. Az UCI Continental Circuits része. A versenyek a rangsorban a ProTour alatt helyezkednek el, tulajdonképpen ez az országúti kerékpársport "másodosztálya" Óceániában.

## Csapatok
Az UCI ProTour 2005-ös megalakulása óta a korábbi GSII-es csapatokat profi kontinentálisnak, míg a korábbi GSIII-as csapatokat kontinentálisnak hívják.
Profi kontinentális csapatok
| UCI-kód            | Hivatalos név | Ország |
| ------------------ | ------------- | ------ |
| Nincs ilyen csapat |               |        |

Kontinentális csapatok
| UCI-kód | Hivatalos név               | Ország |
| ------- | --------------------------- | ------ |
| DPC     | Drapac Professional Cycling | AUS    |
| GEN     | Genesys Wealth Advisers     | AUS    |
| BFL     | Team Budget–Forklifts       | AUS    |
| JAI     | Team Jayco–AIS              | AUS    |
| VAU     | V Australia                 | AUS    |
| PBR     | PureBlack Racing            | NZL    |
| SUB     | Subway Cycling Team         | NZL    |

## Korábbi győztesek
| Év        | Egyéni győztes Név | Egyéni győztes Ország | Egyéni győztes Csapat                     | Nemzetek győztese | Csapatverseny győztese                    |
| --------- | ------------------ | --------------------- | ----------------------------------------- | ----------------- | ----------------------------------------- |
| 2004–2005 | Robert McLachlan   | AUS                   | MG XPower Presented by BigPond            | AUS               | MG XPower Presented by BigPond            |
| 2005–2006 | Gordon McCauley    | NZL                   | Successfulliving.com presented by Parkpre | AUS               | Successfulliving.com presented by Parkpre |
| 2006–2007 | Robert McLachlan   | AUS                   | Drapac Porsche Development Program        | AUS               | Drapac Porsche Development Program        |
| 2007–2008 | Hayden Roulston    | NZL                   | Southaustralia.com-AIS                    | AUS               | SouthAustralia.com-AIS                    |
| 2008–2009 | Peter McDonald     | AUS                   | Drapac Porsche Cycling                    | AUS               | Drapac Porsche Cycling                    |
| 2009–2010 | Michael Matthews   | AUS                   | Team Jayco-Skins                          | AUS               | Fly V Australia                           |
| 2010–2011 | Richard Lang       | AUS                   | Ausztrál nemzeti csapat                   | AUS               | Team Jayco-Skins                          |
| 2011–2012 | Paul Odlin         | NZL                   | Subway Cycling Team                       | AUS               | Team Jayco-Skins                          |
| 2012–2013 |                    |                       |                                           |                   |                                           |